# Kanton Burtscheid
Der Kanton Burtscheid (franz.: Canton de Borcette) war eine von elf Verwaltungseinheiten, in die sich das Arrondissement Aachen (franz.: Arrondissement d’Aix-la-Chapelle) im Rur-Departement  (franz.: Département de la Roer) gliederte. Der Kanton war in den Jahren 1798 bis 1814 Teil der Französischen Republik (1798–1804) und des Napoleonischen Kaiserreichs (1804–1814).
Im Osten grenzte der Kanton Burtscheid an den Kanton Eschweiler, im Süden an den Kanton Montjoie (dt. Monschau).

## Verwaltungszuständigkeit
Der Kanton Burtscheid umfasste die um die Stadt Aachen liegenden Orte. Diese wurden vom Kantonsbüro in Burtscheid verwaltet.
| - Brand - Breinig - Burtscheid - Eilendorf - Forst - Freund - Haaren - Hahn - Kohlscheid mit Schützenheide und Klinkheide - Kornelimünster | - Laurensberg - Morsbach - Moulartzhütte (= Mulartshütte) - Nütheim - Oberforstbach - Orsbach - Richterich mit Horbach und Bank - Rollef - Scharberg | - Schleckheim - Schweilbach - Soers - Vaals - Venwegen - Verlautenheide - Walheim mit Schmidthof und Friesenrath - Weiden - Würselen mit Bissen, Drisch, Oppen, Haal, Elchenrath, Grevenberg |

Preußen bildete nach 1815 aus den Kantonen Burtscheid und Eschweiler den Landkreis Aachen mit Sitz in der Stadt Burtscheid, welche zu jener Zeit etwas größer als Eschweiler war. Burtscheid wurde in den 1890er Jahren nach Aachen eingemeindet.  Aachen ist seitdem zugleich kreisfreie Stadt und Kreisstadt mit Sitz der Kreisverwaltung. Das Kreishaus an der Zollernstraße in Aachen befindet sich auf ehemaligem Burtscheider Gebiet.